# Neolucanus donckieri
Neolucanus donckieri es una especie de coleóptero de la familia Lucanidae.

## Distribución geográfica
Habita en Laos y Yunnan en (China).